# Allelomyia discalis
Allelomyia discalis là một loài ruồi trong họ Tachinidae.